# Nonac
Nonac est une commune du Sud-Ouest de la France, située dans le département de la Charente (région Nouvelle-Aquitaine).
Ses habitants s'appellent les Nonacais et les Nonacaises.

## Géographie

### Localisation
Nonac est une petite commune rurale du Sud Charente, située 6 km à l'ouest de Montmoreau, chef-lieu de son canton, à 6 km au sud-est de Blanzac et à 27 km au sud d'Angoulême.

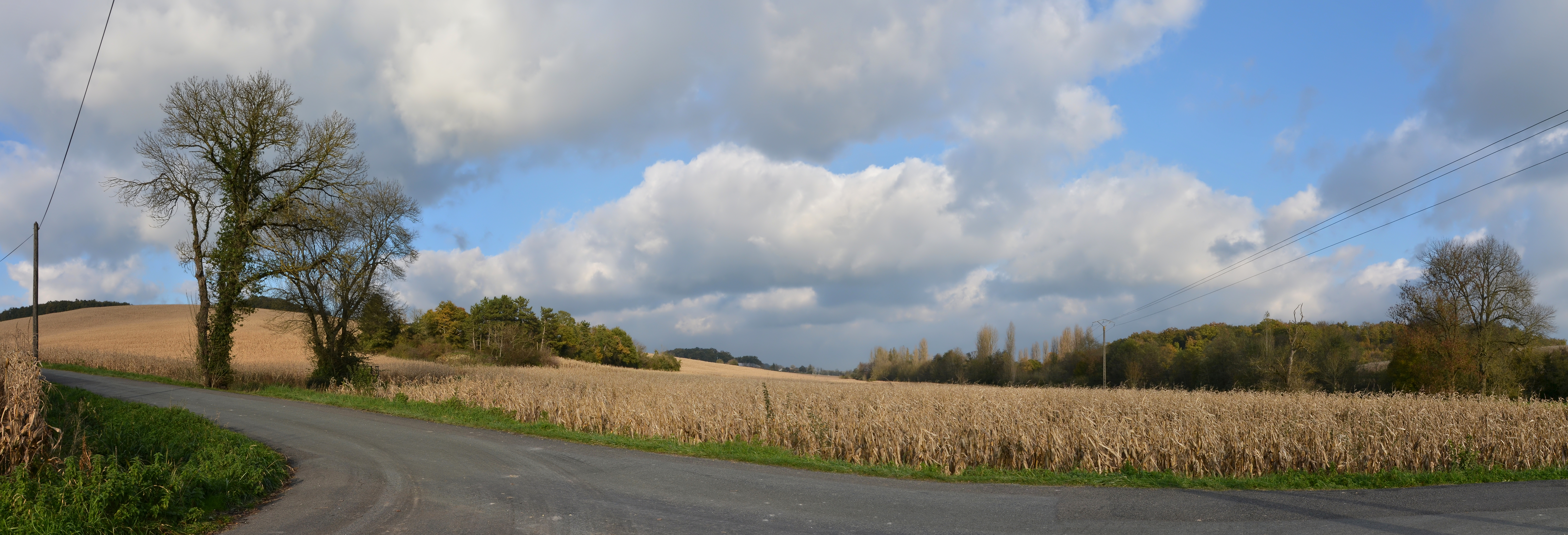
Culture du maïs au long de la D 141, au nord du bourg.

Le bourg est aussi à 16 km au nord de Chalais, à 16 km au sud de Mouthiers-sur-Boëme et à 17 km à l'est de Barbezieux.
Le territoire de la commune est limitrophe de ceux de six communes :
| Coteaux-du-Blanzacais |               | Pérignac   |
|                       | Nonac         | Montmoreau |
| Deviat                | Saint-Martial | Courgeac   |

### Géologie et relief
Géologiquement, la commune est située dans les coteaux calcaires du Bassin aquitain datant du Crétacé supérieur, comme toute la moitié sud du département de la Charente.
On trouve le Campanien, calcaire crayeux, sur toute la surface communale (Maastrichtien au sud-est). Les sommets sur les bordures nord, sud-est et sud de la commune sont recouverts de dépôts du Tertiaire (Lutétien et Cuisien) composés de galets, sables et argiles, propices aux bois de châtaigniers.
Les sommets et certains flancs de vallées sont occupés par des formations de recouvrement et colluvions issues de la roche en place et datant du Quaternaire (Pléistocène), principalement au nord du territoire communal. La vallée de l'Arce est occupée par des alluvions récentes,,.
Le territoire communal est assez vallonné et compose la Champagne charentaise, et les coteaux du Montmorélien. Son point culminant est à une altitude de 178 m, situé sur la limite nord à Bellevue, mais les crêtes entourant la commune dépassent souvent les 160 m. Le point le plus bas est à 73 m, situé en limite sud-ouest le long de l'Arce. Le bourg, construit sur une hauteur dominant la vallée de l'Arce, est à 130 m d'altitude.

### Hydrographie

#### Réseau hydrographique

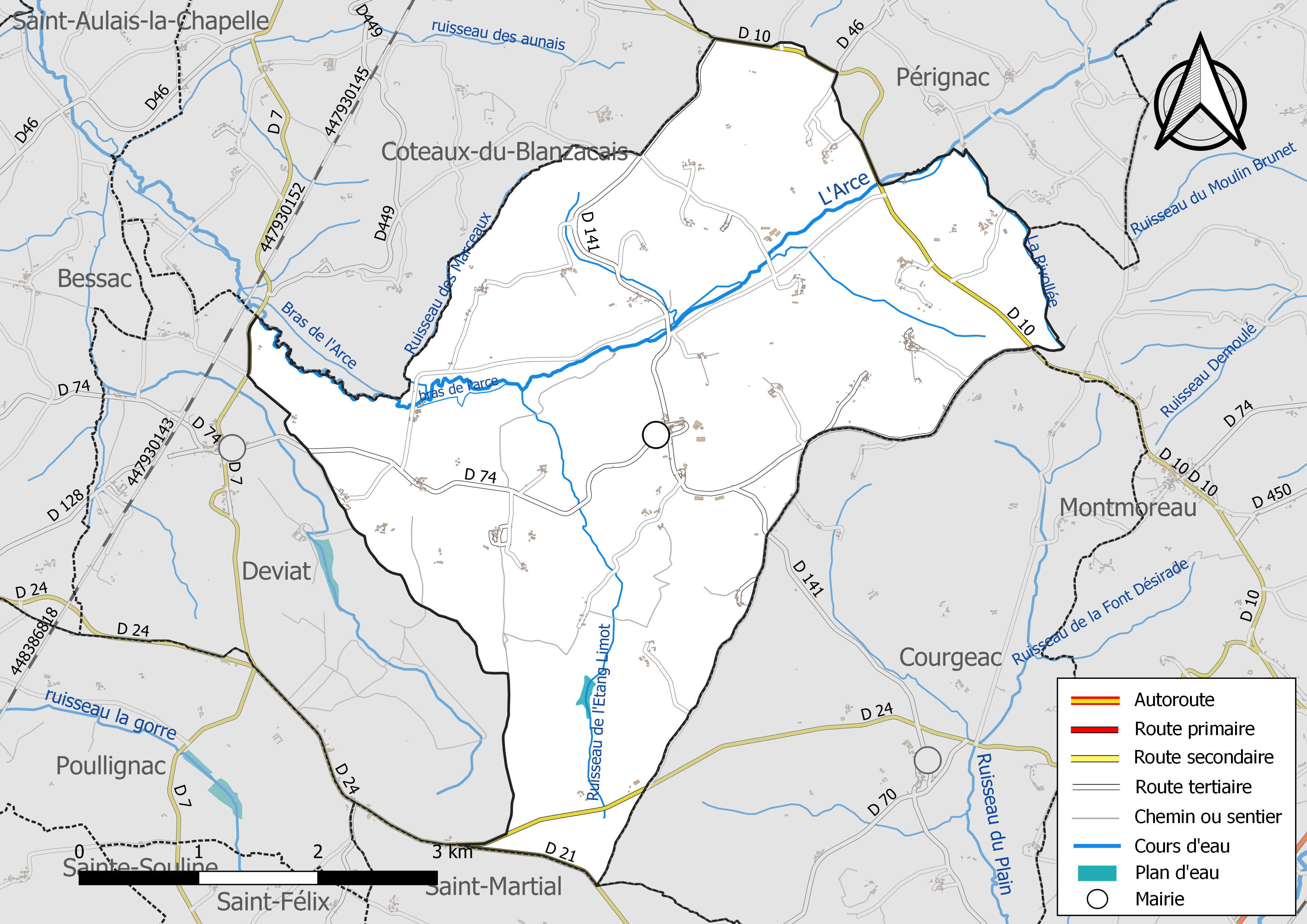
Réseaux hydrographique et routier de Nonac.

La commune est située dans le bassin versant de la Charente et  le bassin de la Dordogne au sein du Bassin Adour-Garonne. Elle est drainée par l'Arce, la Rivollée, le ruisseau de l'Etang Limot, le ruisseau des Marceaux et par deux petits cours d'eau, qui constituent un réseau hydrographique de 19 km de longueur totale,.
La commune est parcourue d'est en ouest par l'Arce, affluent du Né, sous-affluent de la Charente. La limite sud-est de la commune se trouve sur la ligne de partage des eaux entre Charente et Garonne.
L'Arce (orthographié aussi autrefois l'Herse) compte de petits affluents qui prennent naissance dans la commune, comme le ruisseau de l'Étang Limot sur sa rive gauche, ou le ruisseau des Marceaux sur sa rive droite et qui est la limite de commune au nord-ouest.
La commune est également traversée par le ruisseau du Plain et le ruisseau de la Font Désirade.
Nonac compte aussi de nombreux petits étangs comme l'Étang Limot, l'Étang de la Croix, l'Étang du Randeau ou les étangs de chez Rigallaud, et quelques sources et fontaines comme la fontaine des Marands à l'est et la fontaine de la Coudre à l'ouest.

#### Gestion des eaux
Le territoire communal est couvert par les schémas d'aménagement et de gestion des eaux (SAGE) « Charente » et « Isle - Dronne ». Le SAGE « Charente», dont le territoire correspond au bassin de la Charente, d'une superficie de 9 300 km2, a été approuvé le 19 novembre 2019. La structure porteuse de l'élaboration et de la mise en œuvre est l'établissement public territorial de bassin Charente. Le SAGE « Isle - Dronne», dont le territoire regroupe les bassins versants de l'Isle et de la Dronne, d'une superficie de 7 500 km2, a été approuvé le 2 août 2021. La structure porteuse de l'élaboration et de la mise en œuvre est l'établissement public territorial de bassin de la Dordogne (EPIDOR). Ils définissent chacun sur leur territoire les objectifs généraux d’utilisation, de mise en valeur et de protection quantitative et qualitative des ressources en eau superficielle et souterraine, en respect des objectifs de qualité définis dans le troisième SDAGE  du Bassin Adour-Garonne qui couvre la période 2022-2027, approuvé le 10 mars 2022.

### Climat
Comme dans les trois quarts sud et ouest du département, le climat est océanique aquitain.

## Urbanisme

### Typologie
Au 1er janvier 2024, Nonac est catégorisée commune rurale à habitat très dispersé, selon la nouvelle grille communale de densité à 7 niveaux définie par l'Insee en 2022.
Elle est située hors unité urbaine et hors attraction des villes,.

### Occupation des sols
L'occupation des sols de la commune, telle qu'elle ressort de la base de données européenne d’occupation biophysique des sols Corine Land Cover (CLC), est marquée par l'importance des territoires agricoles (76,5 % en 2018), une proportion sensiblement équivalente à celle de 1990 (77,1 %). La répartition détaillée en 2018 est la suivante : 
terres arables (43,3 %), zones agricoles hétérogènes (26,4 %), forêts (21,7 %), cultures permanentes (3,5 %), prairies (3,2 %), milieux à végétation arbustive et/ou herbacée (1,8 %). L'évolution de l’occupation des sols de la commune et de ses infrastructures peut être observée sur les différentes représentations cartographiques du territoire : la carte de Cassini (XVIIIe siècle), la carte d'état-major (1820-1866) et les cartes ou photos aériennes de l'IGN pour la période actuelle (1950 à aujourd'hui).

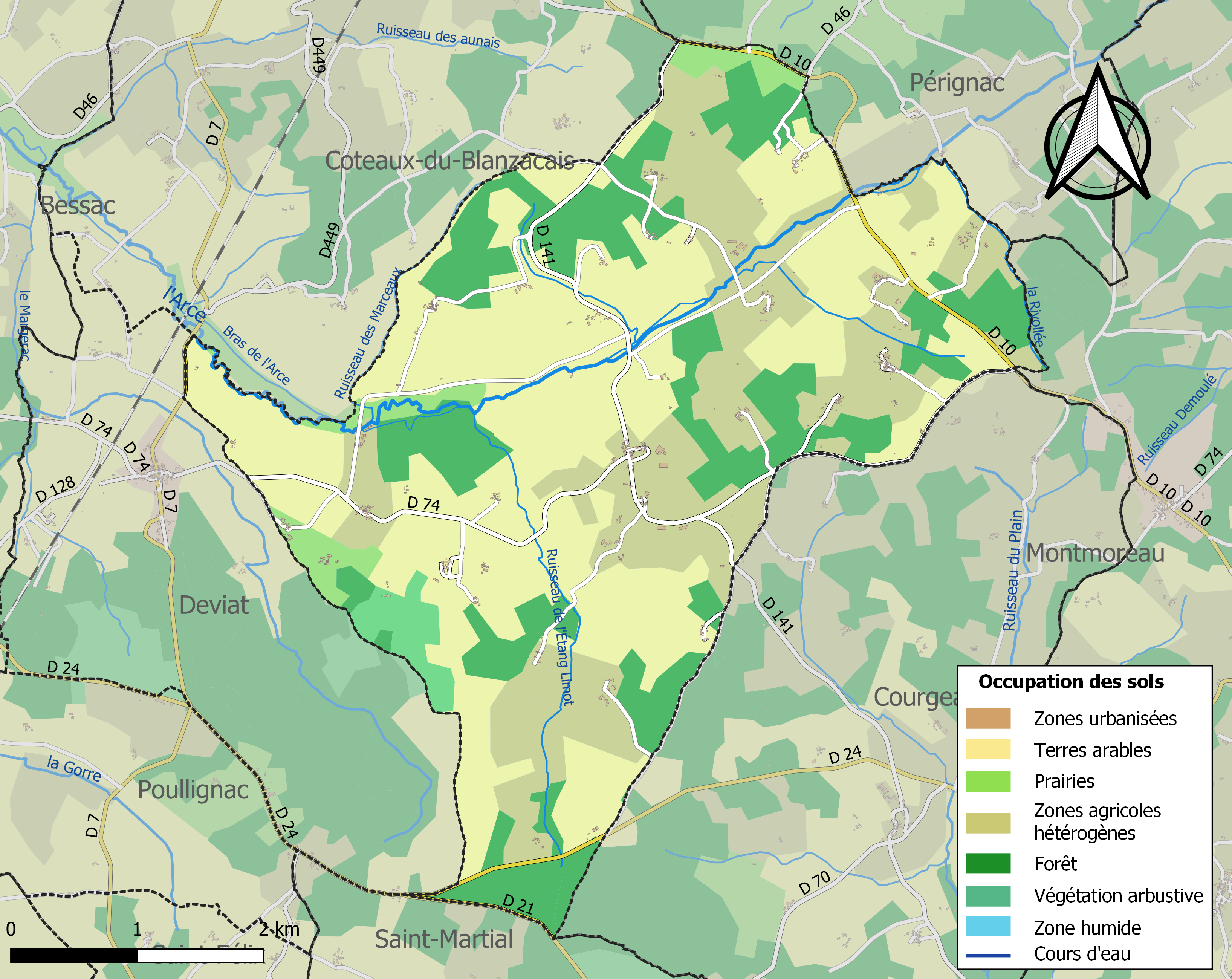
Carte des infrastructures et de l'occupation des sols de la commune en 2018 (CLC).

### Lieux-dits, hameaux et écarts
Comme dans de nombreuses communes charentaises, Nonac possède un habitat dispersé et compte de nombreuses fermes formant de petits hameaux : Chez Mancière, le Merle, Chez Texier à l'ouest, Lavidaud, le Sablon au sud, Chez Grelet, la Chassagne, Chez Revers à l'est, Chez Bellac et la Sicile au nord, etc..

### Voies de communication et transports
La route principale est la D 10, qui va d'Aubeterre à Cognac, et plus localement de Montmoreau à Blanzac, mais elle passe à 3 km au nord-est du bourg. Celui-ci est desservi par les D 74 et D 141. La D 24 de Montmoreau à Barbezieux passe au sud de la commune et la D 7 de Brossac et Chalais à Blanzac et Angoulême passe à l'ouest.
La gare la plus proche est celle de Montmoreau, desservie par des TER à destination d'Angoulême et de Bordeaux.

### Risques naturels et technologiques
Parmi les risques répertoriés sur la commune, on a les feux de forêt et le risque industriel.
La commune a subi les catastrophes naturelles suivantes : les mouvements de terrain différentiels consécutifs à la sécheresse et à la réhydratation des sols du 1er juillet au 30 septembre 2005 ainsi que des inondations et coulées de boue du 25 au 29 décembre 1999 (tempête Martin) et du 8 au 31 décembre 1982.

#### Risques majeurs
Le territoire de la commune de Nonac est vulnérable à différents aléas naturels : météorologiques (tempête, orage, neige, grand froid, canicule ou sécheresse), feux de forêts et séisme (sismicité faible). Un site publié par le BRGM permet d'évaluer simplement et rapidement les risques d'un bien localisé soit par son adresse soit par le numéro de sa parcelle.
Nonac est exposée au risque de feu de forêt du fait de la présence sur son territoire du bois de l'Homme mort et château de la Faye et du bois de Pérignac – Puypéroux. Un plan départemental de protection des forêts contre les incendies (PDPFCI) a été élaboré pour la période 2017-2026, faisant suite à un plan 2007-2016. Les mesures individuelles de prévention contre les incendies sont précisées par divers arrêtés préfectoraux et s’appliquent dans les zones exposées aux incendies de forêt et à moins de 200 mètres de celles-ci. L’arrêté du 3 mai 2016 règlemente l'emploi du feu en interdisant notamment d’apporter du feu, de fumer et de jeter des mégots de cigarette dans les espaces sensibles et sur les voies qui les traversent sous peine de sanctions. L'arrêté du 27 décembre 2019 rend le débroussaillement obligatoire, incombant au propriétaire ou ayant droit,,,.

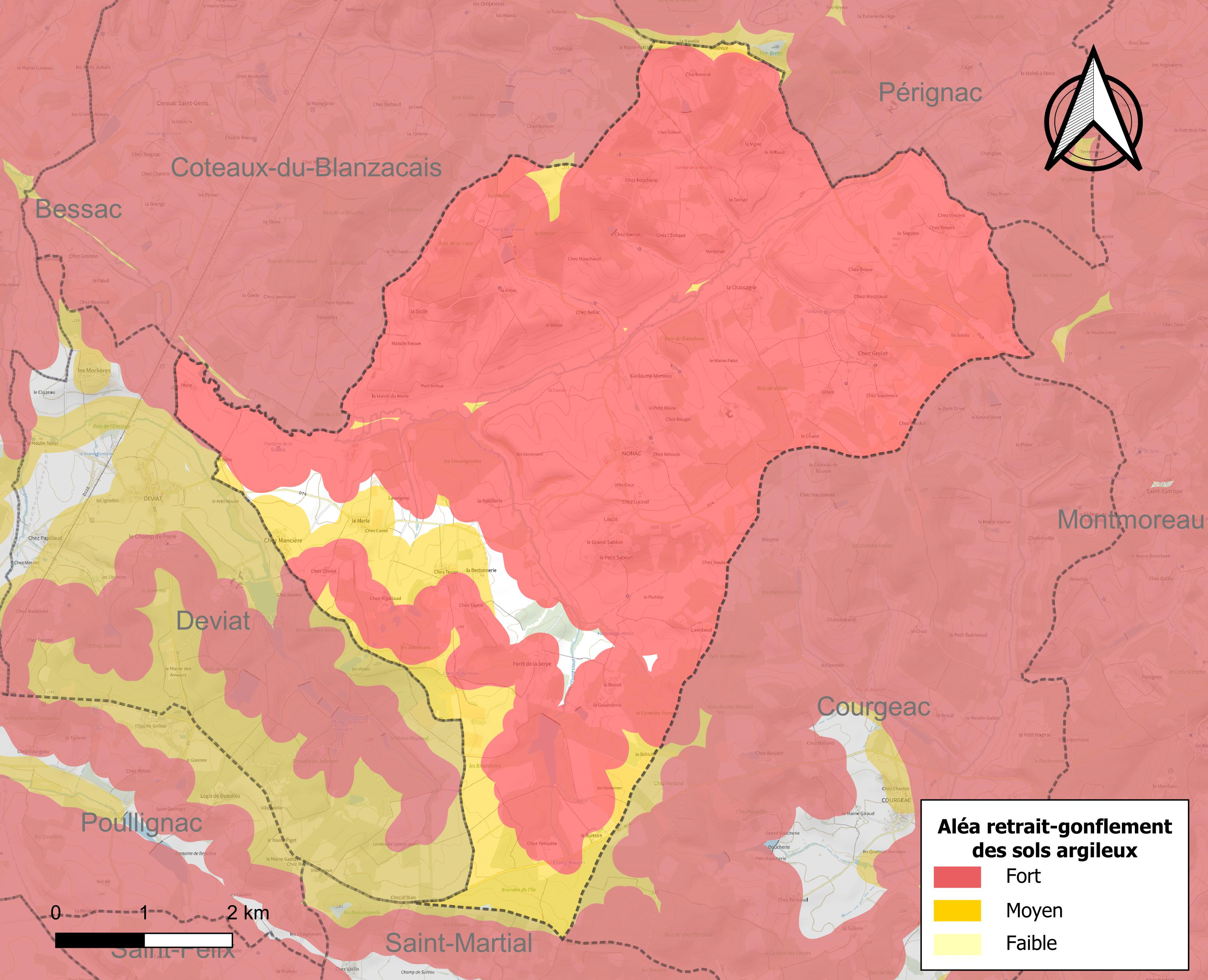
Carte des zones d'aléa retrait-gonflement des sols argileux de Nonac.

Le retrait-gonflement des sols argileux est susceptible d'engendrer des dommages importants aux bâtiments en cas d’alternance de périodes de sécheresse et de pluie. 97,2 % de la superficie communale est en aléa moyen ou fort (67,4 % au niveau départemental et 48,5 % au niveau national). Sur les 180 bâtiments dénombrés sur la commune en 2019,  180 sont en aléa moyen ou fort, soit 100 %, à comparer aux 81 % au niveau départemental et 54 % au niveau national. Une cartographie de l'exposition du territoire national au retrait gonflement des sols argileux est disponible sur le site du BRGM,.
Par ailleurs, afin de mieux appréhender le risque d’affaissement de terrain, l'inventaire national des cavités souterraines permet de localiser celles situées sur la commune.
La commune a été reconnue en état de catastrophe naturelle au titre des dommages causés par les inondations et coulées de boue survenues en 1982, 1983 et 1999. Concernant les mouvements de terrains, la commune a été reconnue en état de catastrophe naturelle au titre des dommages causés par la sécheresse en 2005 et par des mouvements de terrain en 1999.

## Toponymie
Une forme ancienne est Nonaco au XIIIe siècle.
L'origine du nom de Nonac remonterait à un nom de personne gallo-romain Nonnus auquel est apposé le suffixe -acum, ce qui correspondrait à Nonnacum, « domaine de Nonnus »,.

## Histoire
Le château de la Léotardie, un kilomètre à l'est du bourg, aurait été construit au XIIIe siècle par Hélie Léotard, archidiacre de Bourges, qui était un des principaux conseillers d'Hugues X de Lusignan, comte de la Marche, mari d'Isabelle Taillefer, comtesse d’Angoulême, ex-reine d'Angleterre.
Lors des guerres de religion, un des possesseurs de la Léotardie, le chevalier de Nonac, se fit remarquer par sa haine contre les protestants.
Au début du XXe siècle, l'industrie dans la commune était représentée par deux moulins à blé sur l'Arce : le moulin de Bellac et le moulin du Merle.

## Politique et administration

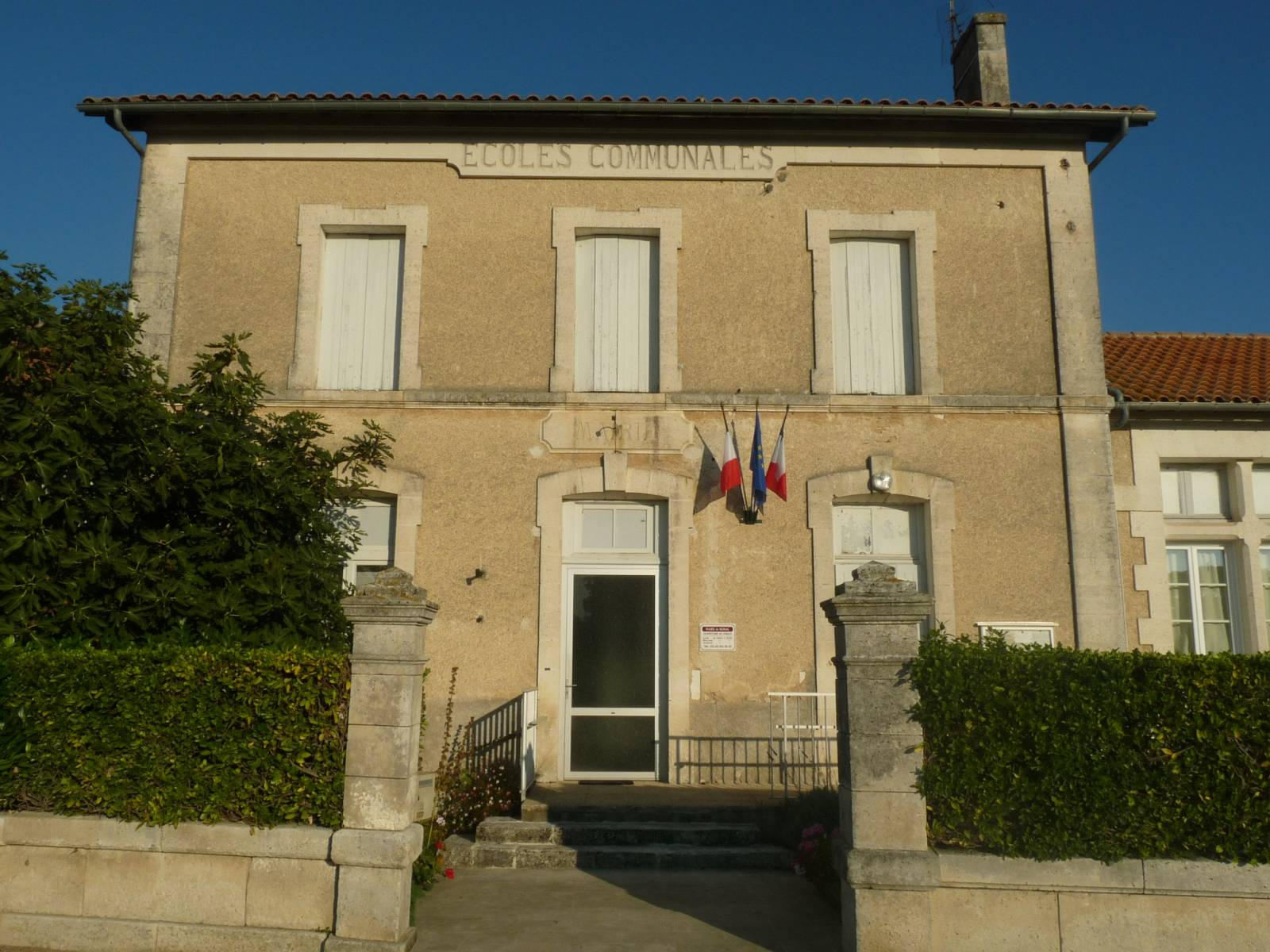
Mairie de Nonac.

### Élections municipales et communautaires

#### Liste des maires
| Période                                  | Période  | Identité         | Étiquette | Qualité    |
| ---------------------------------------- | -------- | ---------------- | --------- | ---------- |
| Les données manquantes sont à compléter. |          |                  |           |            |
| 1977                                     | 1989     | Fernand Thillard |           |            |
| 1989                                     | 2008     | Jean-Paul Pérot  |           |            |
| 2008, réélue en 2014                     | 2020     | Martine Gallais  | SE        | Animatrice |
| 2020                                     | En cours | Maguy Blanchard  |           |            |

## Équipements et services publics

### Enseignement
L'école était en 2012 un RPI entre Deviat et Nonac. Deviat accueillait l'école élémentaire et Nonac l'école primaire, qui comporte une classe de maternelle et une classe d'élémentaire. Ces deux écoles ont respectivement fermé en juillet 2015 et en juillet 2016.
Le secteur des écoles comme celui du collège est Montmoreau-Saint-Cybard.

## Démographie

### Évolution démographique
L'évolution du nombre d'habitants est connue à travers les recensements de la population effectués dans la commune depuis 1793. Pour les communes de moins de 10 000 habitants, une enquête de recensement portant sur toute la population est réalisée tous les cinq ans, les populations de référence des années intermédiaires étant quant à elles estimées par interpolation ou extrapolation. Pour la commune, le premier recensement exhaustif entrant dans le cadre du nouveau dispositif a été réalisé en 2008.

En 2022, la commune comptait 258 habitants, en évolution de −11,34 % par rapport à 2016 (Charente : −0,48 %, France hors Mayotte : +2,11 %).
| 1793  | 1800  | 1806  | 1821  | 1831  | 1841  | 1846  | 1851  | 1856 |
| ----- | ----- | ----- | ----- | ----- | ----- | ----- | ----- | ---- |
| 1 137 | 1 212 | 1 135 | 1 132 | 1 134 | 1 044 | 1 001 | 1 015 | 973  |

| 1861 | 1866 | 1872 | 1876 | 1881 | 1886 | 1891 | 1896 | 1901 |
| ---- | ---- | ---- | ---- | ---- | ---- | ---- | ---- | ---- |
| 974  | 904  | 840  | 849  | 815  | 799  | 720  | 645  | 651  |

| 1906 | 1911 | 1921 | 1926 | 1931 | 1936 | 1946 | 1954 | 1962 |
| ---- | ---- | ---- | ---- | ---- | ---- | ---- | ---- | ---- |
| 649  | 651  | 615  | 537  | 533  | 486  | 474  | 461  | 415  |

| 1968 | 1975 | 1982 | 1990 | 1999 | 2006 | 2008 | 2013 | 2018 |
| ---- | ---- | ---- | ---- | ---- | ---- | ---- | ---- | ---- |
| 414  | 389  | 327  | 290  | 315  | 308  | 306  | 303  | 271  |

| 2022 | - | - | - | - | - | - | - | - |
| ---- | - | - | - | - | - | - | - | - |
| 258  | - | - | - | - | - | - | - | - |

### Pyramide des âges
La population de la commune est relativement âgée.
En 2018, le taux de personnes d'un âge inférieur à 30 ans s'élève à 21 %, soit en dessous de la moyenne départementale (30,2 %). À l'inverse, le taux de personnes d'âge supérieur à 60 ans est de 38 % la même année, alors qu'il est de 32,3 % au niveau départemental.
En 2018, la commune comptait 141 hommes pour 130 femmes, soit un taux de 52,03 % d'hommes, largement supérieur au taux départemental (48,41 %).
Les pyramides des âges de la commune et du département s'établissent comme suit.
| Hommes | Classe d’âge | Femmes |
| ------ | ------------ | ------ |
| 0,0    | 90 ou +      | 0,0    |
| 8,5    | 75-89 ans    | 13,1   |
| 27,0   | 60-74 ans    | 27,7   |
| 23,4   | 45-59 ans    | 28,5   |
| 15,6   | 30-44 ans    | 14,6   |
| 11,3   | 15-29 ans    | 7,7    |
| 14,2   | 0-14 ans     | 8,5    |

| Hommes | Classe d’âge | Femmes |
| ------ | ------------ | ------ |
| 1      | 90 ou +      | 2,7    |
| 9,2    | 75-89 ans    | 12     |
| 20,6   | 60-74 ans    | 21,3   |
| 20,7   | 45-59 ans    | 20,3   |
| 16,8   | 30-44 ans    | 16     |
| 15,6   | 15-29 ans    | 13,4   |
| 16,1   | 0-14 ans     | 14,3   |

## Économie
Les entreprises locales sont dans les secteurs de la culture et la production animale, les activités immobilières, les travaux de construction spécialisés, la fabrication de meubles ainsi que le commerce et la réparation d'automobiles et de motocycles.

### Appellations d'origine contrôlée
Comme une grande partie du département, la commune de Nonac est située sur le territoire des appellations d'origine contrôlée (AOC) pour le beurre Charentes-Poitou, le pineau des Charentes blanc, rosé et rouge, le cognac et l'Esprit de Cognac. La commune est classée dans les Fins Bois.

### Indications géographiques protégées
Nonac se trouve aussi dans le périmètre des indications géographiques protégées (IGP) pour le veau du Limousin, l'agneau de Poitou-Charentes, le porc du Limousin, le jambon de Bayonne, ainsi que les vins de pays charentais blanc, rosé et rouge.

## Culture locale et patrimoine

### Lieux et monuments

#### Église Saint-Hilaire de Nonac
L'église paroissiale Saint-Hilaire romane date du XIIe siècle. Elle a été remaniée par la suite (clocher, nef). Elle possède une crypte et des peintures murales exceptionnelles : crucifixion du XIVe siècle remarquablement bien conservée, dans la crypte, et scènes de la vie du Christ au XVIe siècle, dans le chœur. La cloche qui date de 1661, fêlée, a bénéficié en 2013 d'une restauration. La voûte a également été restaurée en 2013. L'église est classée monument historique depuis le 4 septembre 1913. Elle appartient à la commune.
L'église Saint-Hilaire se distingue par son haut clocher qui domine le bourg. Il s'agit d'une des rares églises où les peintures murales médiévales ont été conservées. Soumis à l'autorité de l'évêque de Saintes, l'église a été édifiée dans la seconde moitié du XIIe siècle. Elle n'a pas été épargnée par les nombreux conflits qui éclatèrent dans la région, ni par l'effet du temps. Ainsi elle a été de nombreuses fois restaurée, notamment au XIXe siècle : voûtement en brique en 1862, reconstruction du clocher en 1861 et réfection de la flèche en 1900.
L'enveloppe architecturale, plutôt sobre, de l'édifice contraste avec le décor intérieur. L'église est en effet ornée de nombreuses scènes peintes, en partie effacées mais qui permettent de se faire une idée de la richesse décorative d'origine. La scène la plus étonnante est la Crucifixion, visible dans la crypte, que le visiteur découvre après avoir franchi une trappe et emprunté un petit escalier.
Le monument roman a adopté le traditionnel plan en croix latine : une nef unique, un transept à absidiole et un chevet en hémicycle. La nef, sans doute voûtée en pierre à l'origine, est aujourd'hui couverte de briques. La croisée du transept possède une coupole sur pendentifs et le chevet est couvert en cul-de-four. Les murs du sanctuaire sont ornés d'une élégante arcature qui met en valeur cet espace et contraste avec la sobriété des autres parties de l'édifice.  De petits passages pratiqués dans les bras du transept permettent de faire communiquer la nef et le sanctuaire sans avoir à franchir l'espace de la croisée du transept. Ces mêmes passages qui se retrouvent non loin d'ici à Puypéroux, Pérignac et Conzac constituent une curiosité. Sous le sanctuaire, prend place une petite crypte de plan rectangulaire.
L'église possède un bel ensemble de peintures murales :
- Sur la voûte  du sanctuaire : le décor du sanctuaire est entièrement dédié à la vie du  Christ. De gauche à droite, plus ou moins abîmées, figurent en bandeau : l'Annonciation, la Visitation, la Nativité, l'Adoration des mages, la  Crucifixion, la flagellation. Au centre de la voûte, en partie effacé, se trouve le Christ en gloire "entouré des quatre symboles des évangélistes  l’ange de Matthieu, l'aigle de Jean, le bœuf de Luc et le lion de Marc. Le traitement stylistique et iconographique permet de dater ces peintures de la fin du XIIIe siècle.
- Dans la crypte : sur le chevet plat de la crypte, à portée du regard, se  déploie une autre scène de Crucifixion. Sur un fond parsemé de fleurs, cinq  personnages sont représentés : le Christ, la Vierge Marie, saint Jean et les  deux larrons (le bon et le mauvais, hirsute, accompagné d'un démon). Contrairement aux peintures du sanctuaire dans lesquelles les personnages  sont traités avec hiératisme et majesté, ici, les protagonistes s'humanisent  et leurs sentiments, notamment la souffrance, deviennent visibles : le Christ crucifié par trois clous est figuré les yeux fermés, agonisant ; le chagrin de la Vierge est perceptible. Ce pathétisme est caractéristique de la  période gothique. Un indice stylistique permet de dater cette peinture du XIVe siècle : la présence de cernes noires qui bordent les personnages. Cette Crucifixion  n’est pas l'œuvre d'un maître mais plutôt d'un artiste populaire. Néanmoins,  elle n'en demeure pas moins émouvante. Le classement de la scène en 1920 et son relevé en 1933 afin de figurer au musée des Monuments français, à la Cité de l'architecture et du patrimoine de Chaillot à Paris, démontrent l'intérêt  de cette œuvre.

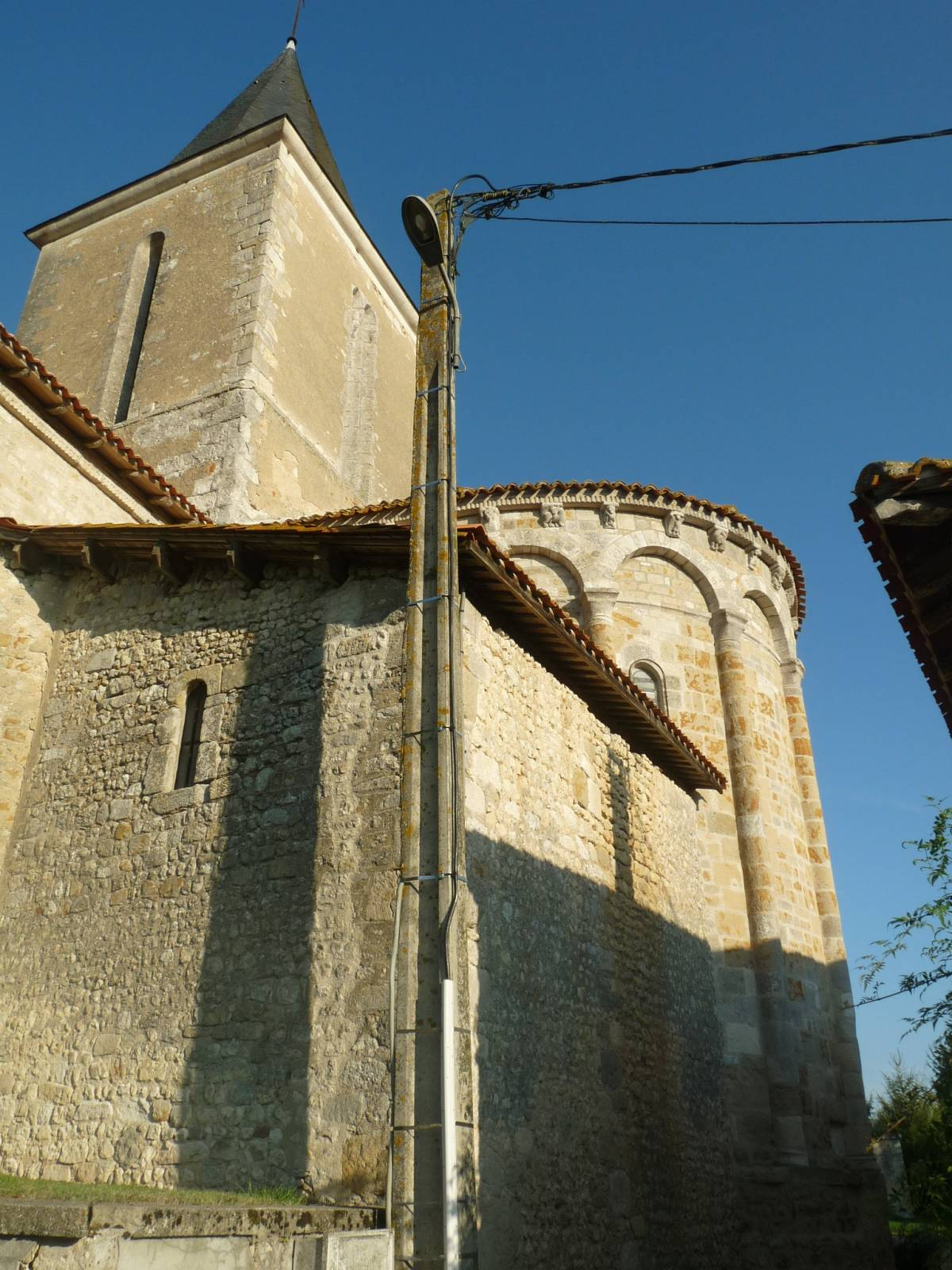
L'église Saint-Hilaire.
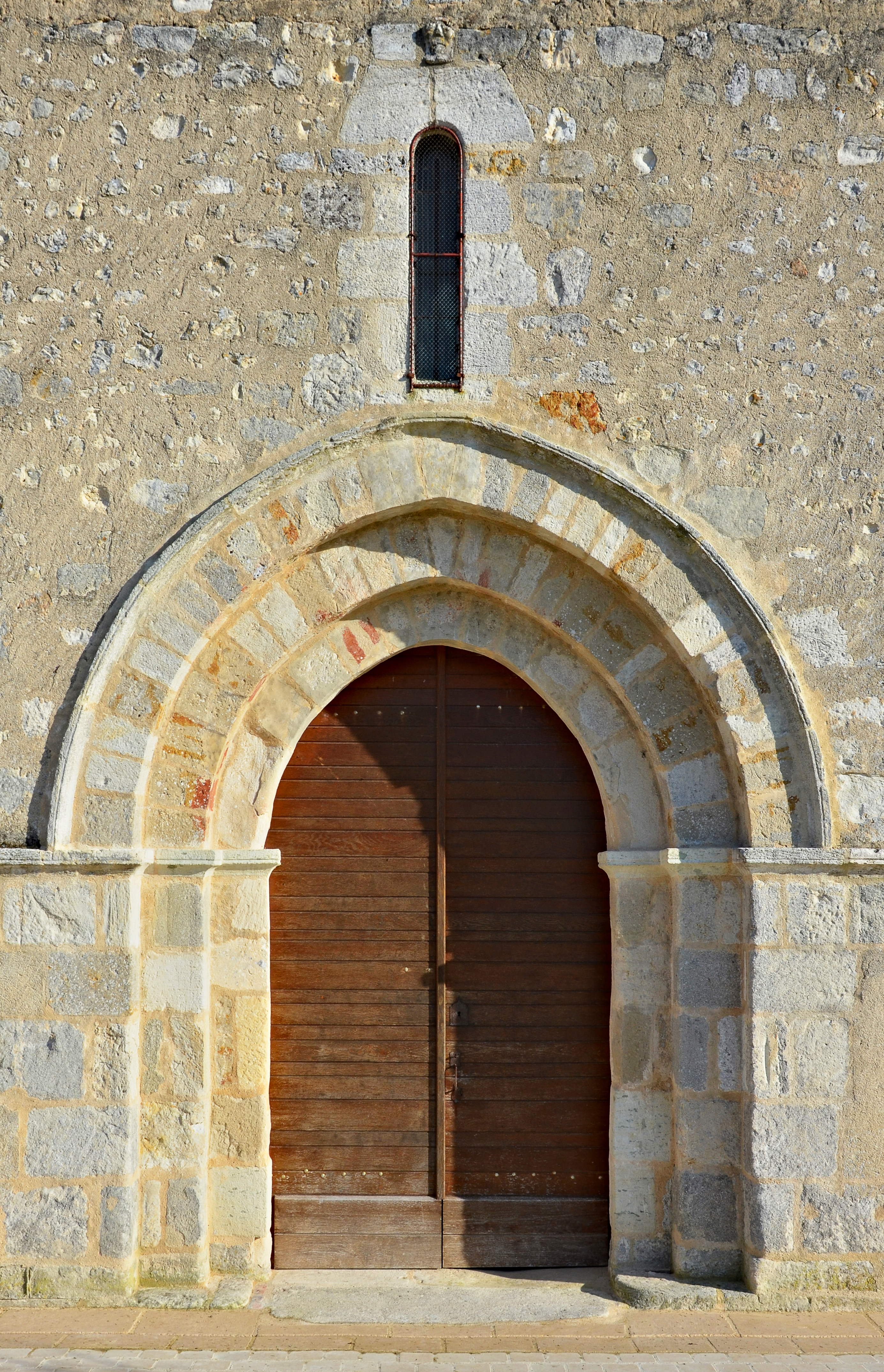
Le portail en 2014.
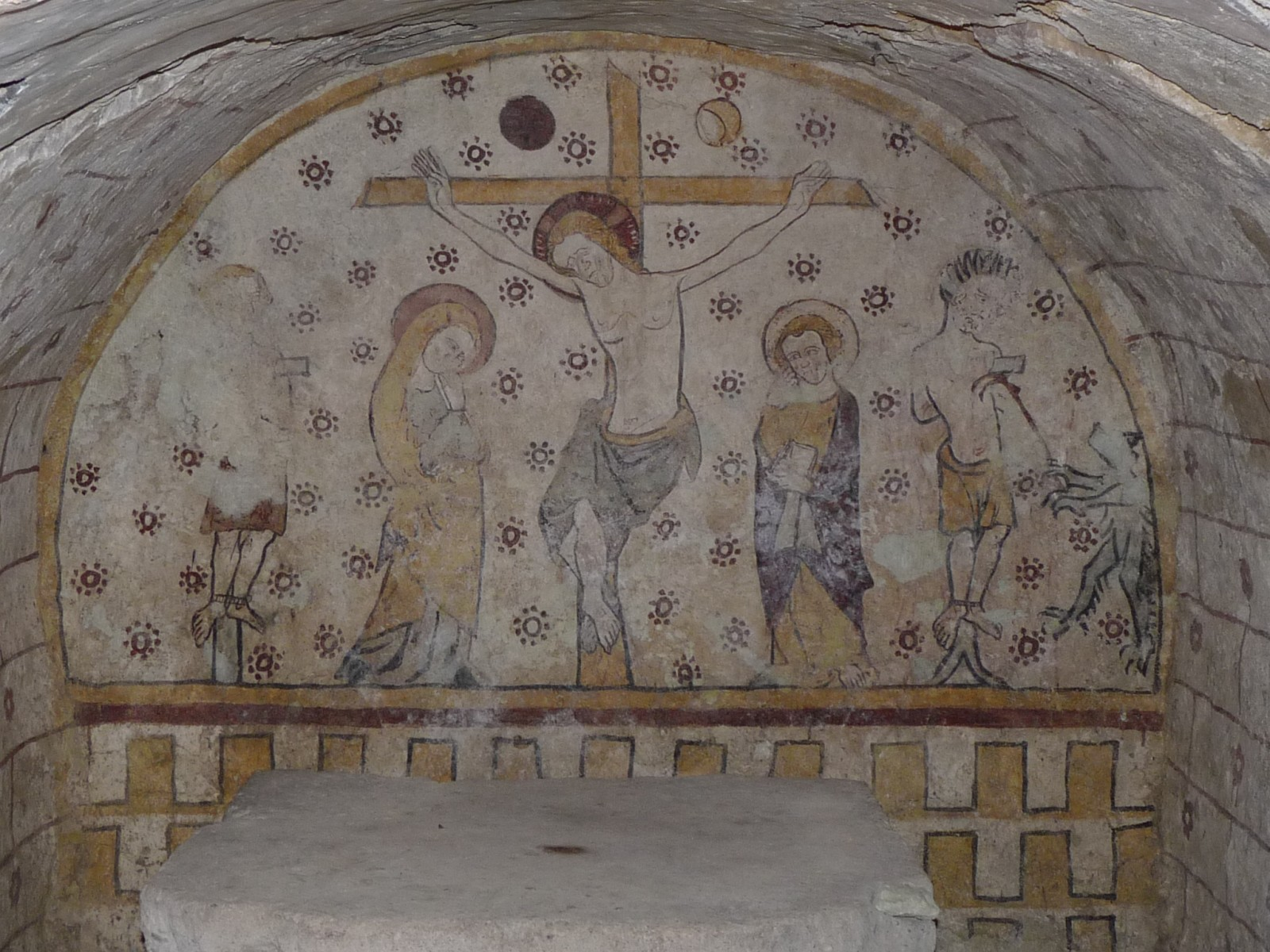
Crucifixion du XIVe siècle.
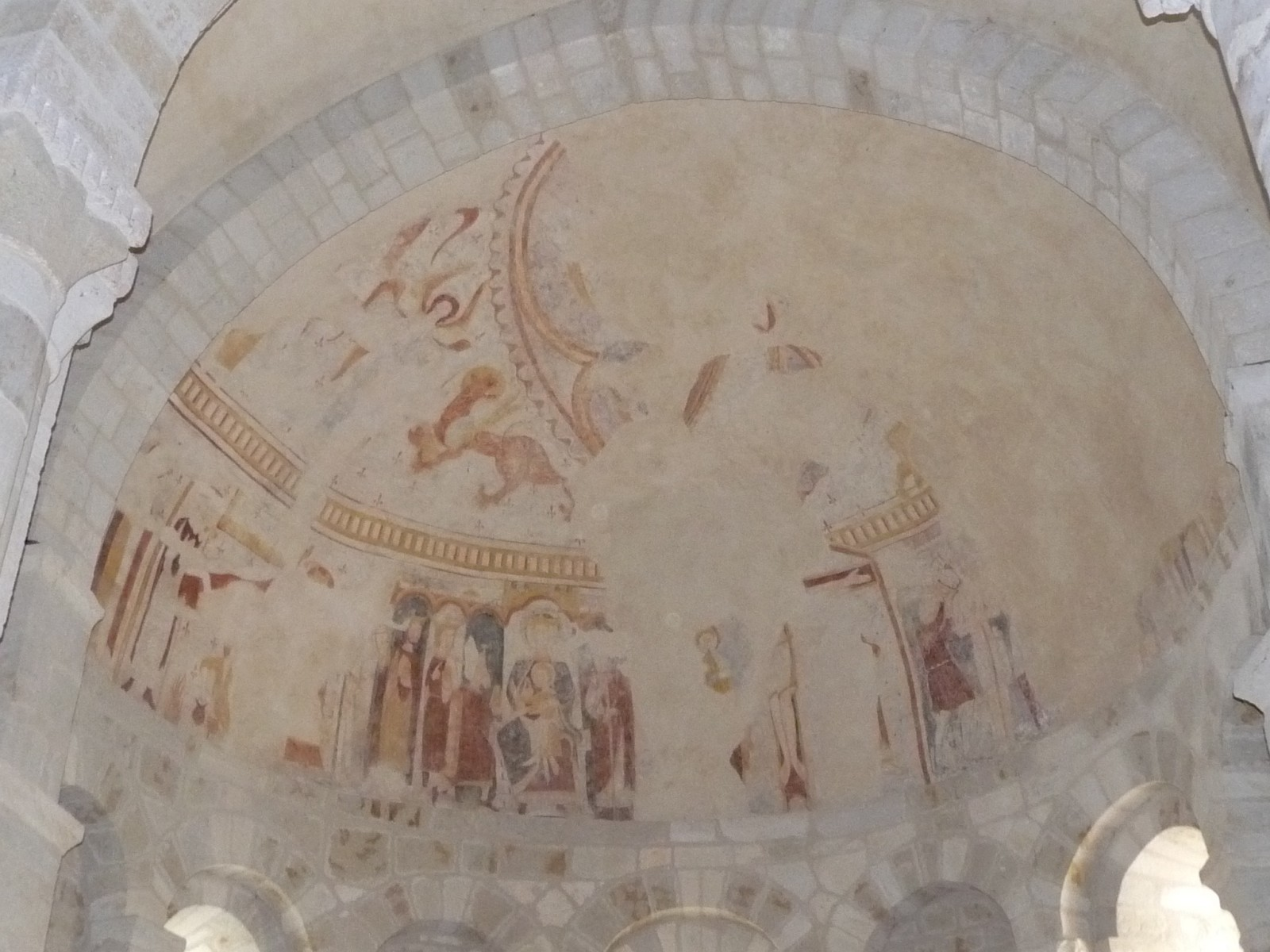
Peintures dans le chœur.

##### Abbaye du Bournet
- L'ancienne abbaye du Bournet est en limite de commune, implantée dans celle de Courgeac.

#### Patrimoine civil

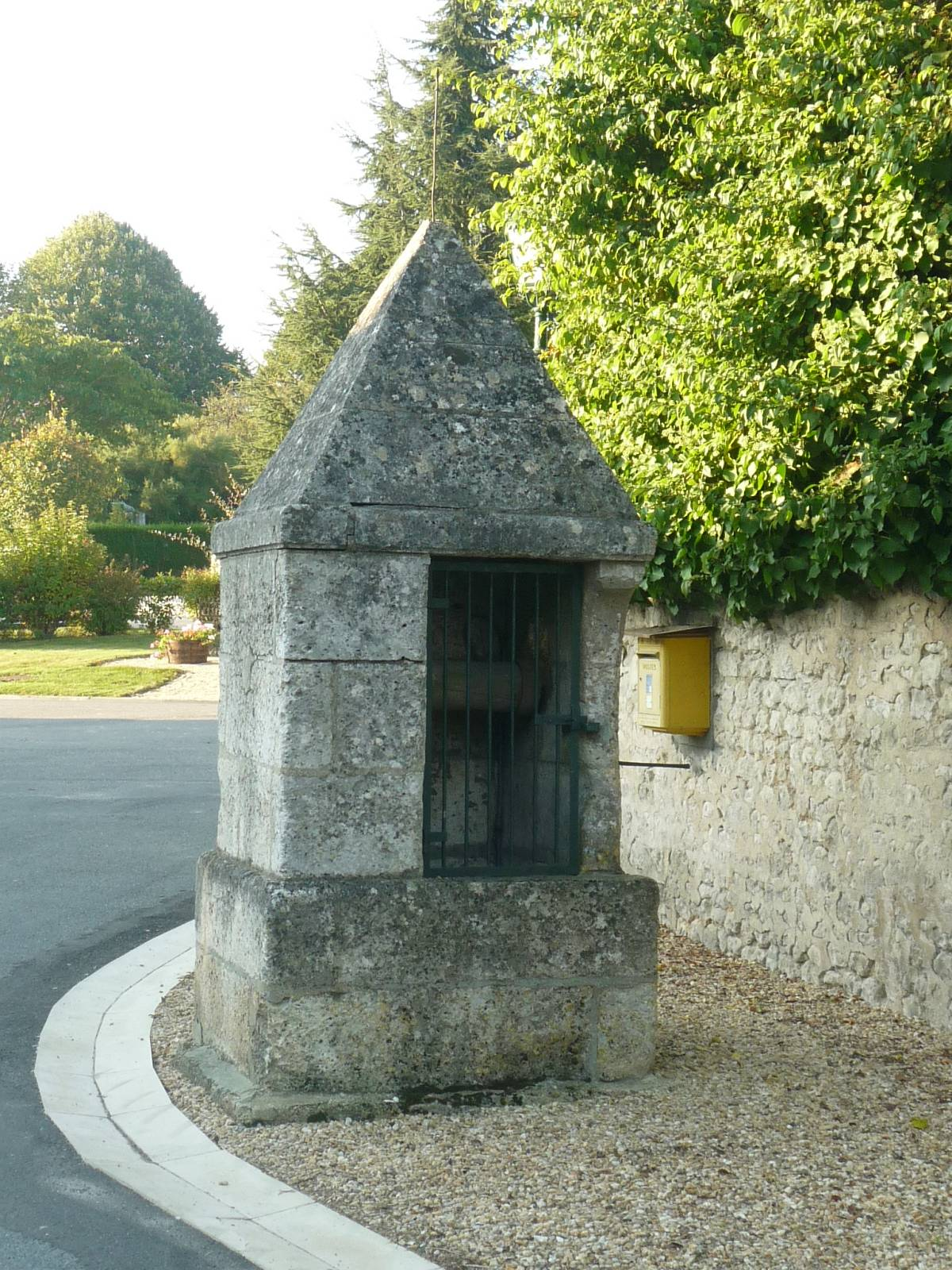
Le vieux puits.

Situé à 1 km à l'est du bourg, la Léotardie est l'un des plus beaux châteaux de la Charente. Il fut un ensemble fermé et fortifié autour d'une cour, construit sous Hélie Léotard, archidiacre de Bourges, au XIIIe siècle, attaché à la maison d'Hugues X de Lusignan, comte d'Angoulême. Il a été agrandi et remanié les siècles suivants. Il est inscrit monument historique en 1944 pour ses façades et ses toitures. Il appartient au domaine privé.

### Personnalités liées à la commune
- Antoine-Joseph Roy (1748-1828), homme politique français né à Nonac.
- Maurice Hauriou (1856-1929), juriste et sociologue français, né à Ladiville, a vécu et est enterré à Nonac.